# خزام (قنا)
قرية خزام هي إحدى القرى التابعة لمركز قوص في محافظة قنا في جمهورية مصر العربية. حسب إحصاءات سنة 2006، بلغ إجمالي السكان في خزام 18366 نسمة، منهم 8893 رجل و9473 امرأة.